# Herci Halewi
Herci Halewi, właśc. Hercel Halewi (hebr.: הרצל "הרצי" הלוי, ang.: Herzi Halevi, ur. 17 grudnia 1967 w Jerozolimie) – izraelski dowódca wojskowy w stopniu generała porucznika (raw alluf), od stycznia 2023 do marca 2025 szef Sztabu Generalnego Sił Obronnych Izraela (IDF).
W przeszłości był m.in. szefem Amanu, dowódcą sztabu Dowództwo Południowe, dowódcą Dywizji Galil, dowódcą jednostki specjalnej Sajjeret Matkal i dowódcą 35 Brygady Spadochronowej.

## Życiorys

### Wczesne życie i edukacja
Halewi przyszedł na świat 17 grudnia 1967 roku w Jerozolimie. Został nazwany po swoim wujku, który poległ w czasie walk podczas wojny sześciodniowej w czerwcu 1967 roku. Dorastał w religijnej rodzinie, uczył się w religijnych, żydowskich szkołach, a jego ojciec był spokrewniony z rabinem Awrahamem Kukiem. Rodzina matki Halewiego mieszkała od wielu pokoleń na terenie Jerozolimy, ojciec zaś wyemigrował do Izraela z Rosji.
Ukończył licencjaty z filozofii i zarządzania na Uniwersytecie Hebrajskim, oraz magisterium z zarządzania zasobami na National Defense University w Waszyngtonie.

### Służba wojskowa
Nie planował kariery wojskowej, jednak po ukończeniu obowiązkowej służby wojskowej, pozostał w wojsku. Służbę wojskową rozpoczął w 1985 roku, dołączył wtedy do brygady spadochronowej. Po ukończeniu kursu oficerskiego i dowodzeniu eskadrą, rozpoczął służbę w elitarnej jednostce Sajjeret Matkal. Został jej dowódcą w 2001 roku. Dowodził tą jednostką podczas walk w czasie drugiej intifady. W 2002, z powodu obaw Halewiego dotyczących planowanego pojmania Jasira Arafata, operacja została odwołana. Walczył podczas II wojny libańskiej.
W 2007 powrócił do Brygady Spadochronowej, której to został dowódcą. W 2009 został mianowany szefem brygady operacyjnej Amanu, a w 2014 został awansowany do stanowiska szefa wywiadu wojskowego. Stanowisko to piastował do 2018, kiedy to został dowódcą Południowego Dowództwa. W lipcu 2021 został mianowany zastępcą szefa Sztabu Generalnego IDF.
Na początku maja 2022 izraelski dziennik Ha-Arec poinformował, że minister obrony, Beni Ganc, ma zamiar mianować Halewiego następnym szefem Sztabu Generalnego. 4 sierpnia 2022 Ganc ogłosił wybór Halewiego na następnego szefa Sztabu. 23 października 2022 jego kandydatura została zatwierdzona przez ówczesny rząd Izraela. 16 stycznia 2023, podczas oficjalnej ceremonii, objął stanowisko szefa Sztabu Generalnego Sił Obronnych Izraela, zastępując odchodzącego, po odbyciu czteroletniej kadencji, Awiwa Kochawiego.
Bywa nazywany filozofem-generałem. Uważa, że jego studia z zakresu filozofii były bardziej przydatne w dowodzeniu wojskowym niż kursy zarządzania biznesem.
W styczniu 2025 r. poinformowano, że Halewi przygotowuje się do odejścia ze stanowiska szefa Sztabu, biorąc tym samym na siebie odpowiedzialność za porażki izraelskiego wojska podczas ataku Hamasu z 7 października 2023 roku. 5 marca 2025 r. odszedł ze stanowiska, a jego następcą został Ejal Zamir.

## Życie prywatne
Żonaty, ma czwórkę dzieci. Mieszka w Kefar ha-Oranim, położonym w pobliżu Zachodniego Brzegu.
Jest wierzącym, praktykującym żydem. Zaprzestał jednak codziennego noszenia jarmułki.